# Spio crenaticornis
Spio crenaticornis é uma espécie de anelídeo pertencente à família Spionidae.
A autoridade científica da espécie é Montagu, tendo sido descrita no ano de 1813.
Trata-se de uma espécie presente no território português, incluindo a sua zona económica exclusiva.